# Concise 8
Concise 8 est un voilier monocoque de 40 pieds conçu pour la course au large, il fait partie de la classe Class40.
Mis à l'eau en 2013, Concise 8 participa peu de temps après à la Transat Jacques-Vabre, course que le duo Sam Goodchild - Ned Collier Wakefield ne finira pas à la suite de la perte d'un safran.
En 2015, Jack Bouttel et Gildas Mahe prennent la barre de Concise 8 pour la Transat Jacques-Vabre 2015, mais ils sont contraints à l'abandon à la suite d'une avarie deux jours après le départ.

## Palmarès[4]
- 2014 :
  - 1er de la Round The Island Race
- 2015 : 
  - 6e de la Normandy Channel Race
  - 1er de la Round The Island Race
  - 1er de Cowes-Dinard
  - 2e de la Rolex Fastnet Race